# Горлівський тролейбус
Гóрлівський тролéйбус — діюча з 6 листопада 1974 року в місті Горлівка Донецької області тролейбусна система України.
Власником, що здійснює експлуатацію тролейбусної мережі, є — Горлівське трамвайно-тролейбусне управління.

## Історія
Проект будівництва у місті тролейбусної лінії було затверджено влітку 1971 року. Будівництво розпочалося за рік, влітку 1972 року. У 1974 році надійшли перші 10 тролейбусів Škoda 9Tr.
6 листопада 1974 року було відкрито рух тролейбусів у місті. Маршрут № 1 пролягав від кінотеатру «Україна» проспектом Перемоги та вулицею Безпощадного до Фабрики трикотажного полотна (ФТП) та тролейбусного депо.
17 січня 1975 року було відкрито нові лінії — невелике відгалуження від першої ділянки до 245-го кварталу до кінотеатру «Україна». Тут почав працювати маршрут № 2, а 9 червня 1975 року маршрут № 2 було подовжено до машзаводу ім. Кірова.
3 липня 1976 року відкрито лінію вулицями Горлівської дивізії та Щербакова до Новогорлівки (маршрут № 3).
25 серпня 1978 року відкрито лінію від заводу ім. Кірова до залізничної станції Микитівка (маршрут № 4).
У 1979 році на маршруті № 2  — почалось впровадження передового досвіду киян. На вулицях міста з'явились тролейбусні потяги із двох тролейбусів Škoda 9Tr з'єднаних за системою Володимира Веклича. Всього в місті експлуатувалося 6 таких поїздів.
У жовтні 1980 року відкрито однобічні лінії вулицями Рогозіна та Шепелєва до мікрорайону «Сонячний». Сюди спрямували маршрут № 2.
1 листопада 1984 року маршрут № 2 продовжений від 245-го кварталу до 1405-го кварталу.
25 липня 1993 року маршрут № 3 перенаправлений від кінотеатру «Україна» на 245-й квартал до Новогорлівки (хімзавод).
25 жовтня 1993 року маршрут № 4 перенесений від кінотеатру «Україна» до фабрики трикотажного полотна (ФТП) і спрямований до станції Микитівка. Маршрут № 1 закритий.
23 червня 1994 року відкрито маршрут № 5 «ж/м «Будівельник» — кінотеатр «Україна».
1 лютого 1998 року маршрути № 3 і № 4 перенесені на ж/м «Будівельник» (ж/м «Будівельник» — Новогорлівка» і «ж/м «Будівельник» — ст. Микитівка»). Відновлено маршрут № 1 і продовжений до станції Микитівка («ФТП — ст. Микитівка»).
3 березня 1998 року маршрут № 2 перенаправлений до ж/м «Будівельник». На кінцевій 245-го кварталу демонтована контактна мережа.
1 серпня 1999 року маршрут № 5 перенаправлений на машинобудівний завод імені Кірова (Північна прохідна), а вже 7 вересня 1999 року маршрут був скасований.
20 серпня 2007 року маршрут № 1 скорочений від ФТП до кінотеатру «Україна» (Техномаркет «Планета»).
14 травня 2009 року введена безкондукторна компостерна система оплати проїзду в міському електротранспорті. Квитки можна придбати у розповсюджувачів і водіїв тролейбусів. Без компостера квитки вважаються недійсними.
Останнє наразі розширення мережі відбулося 14 вересня 2009 року — вулицями Остапенка, Леніна та Жукова відкрито лінію до мікрорайону «Будівельник» і відкрито маршрут № 5 (ж/м «Будівельник» — Техномаркет «Планета»).
1 жовтня 2009 року маршрут № 1 продовжений до машзаводу ім. Кірова (Північна прохідна) «ФТП — Північна прохідна».
1 квітня 2010 року змінено маршрут тролейбусу № 1 та продовжено до залізничної станції Микитівка.
Станом на 1 січня 2011 року довжина мережі становила 54,3 км, інвентарний парк складався з 28 пасажирських та 1 службового тролейбуса.
Через війну на сході України впродовж 2014—2016 років тролейбусна мережа внаслідок військових дій зазнала деяких руйнувань. Станом на 2017 рік в місті працювали лише два маршрути № 2 і 3.
Станом на 1 січня 2017 року на балансі підприємства ГТТУ перебувало 22 пасажирських та 1 службовий тролейбусів.
З 13 травня 2017 року призначений тролейбусний маршрут № 1А «Тролейбусне депо — ПК "Ветеран"»

## Маршрути

### Діючі
| №  | Початковий пункт  | Кінцевий пункт           | Примітки                     |
| -- | ----------------- | ------------------------ | ---------------------------- |
| 1А | Тролейбусне депо  | Палац культури «Ветеран» | Призначений з 13 травня 2017 |
| 2  | ж/м «Будівельник» | ж/м «Сонячний»           |                              |
| 3  | ж/м «Будівельник» | Новогорлівка             |                              |

### Скасовані
| № | Початковий пункт                            | Кінцевий пункт      | Примітки                  |
| - | ------------------------------------------- | ------------------- | ------------------------- |
| 1 | АО «Альтаїр» (Фабрика трикотажного полотна) | Станція Микитівка   | Відсутня контактна мережа |
| 4 | ж/м «Будівельник»                           | Станція Микитівка   | Відсутня контактна мережа |
| 5 | ж/м «Будівельник»                           | Кінотеатр «Україна» | Працював з 14:00 до 21:00 |

## Рухомий склад
Горлівське трамвайно-тролейбусне управління експлуатує наступний рухомий склад:
| Тип моделі       | Станом на    |              |
| Тип моделі       | Пасажирський | Пасажирський |
| ---------------- | ------------ | ------------ |
| ЮМЗ Т1           | 10           |              |
| ЮМЗ-Т1Р (Т2П)    | 5            |              |
| ЛИАЗ-5280 (ВЗТМ) | 39           |              |
| Всього:          | 55           |              |
| Службовий        |              |              |
| КТГ-1            | 1            |              |